# Libnotes (Laosa) dolonigra
Libnotes (Laosa) dolonigra is een tweevleugelige uit de familie steltmuggen (Limoniidae). De soort komt voor in het Oriëntaals gebied.